# Conus hivanus
Conus hivanus é uma espécie de gastrópode do gênero Conus, pertencente à família Conidae.